# Trachinocephalus myops
 (novembre 2023).
La mise en forme du texte ne suit pas les recommandations de Wikipédia : il faut le « wikifier ».
Les points d'amélioration suivants sont les cas les plus fréquents :
- Les titres sont pré-formatés par le logiciel. Ils ne sont ni en capitales, ni en gras.
- Le texte ne doit pas être écrit en capitales (les noms de famille non plus), ni en gras, ni en italique, ni en « petit »…
- Le gras n'est utilisé que pour surligner le titre de l'article dans l'introduction, une seule fois.
- L'italique est rarement utilisé : mots en langue étrangère, titres d'œuvres, noms de bateaux, etc.
- Les citations ne sont pas en italique mais en corps de texte normal. Elles sont entourées par des guillemets français : « et ».
- Les listes à puces sont à éviter, des paragraphes rédigés étant largement préférés. Les tableaux sont à réserver à la présentation de données structurées (résultats, etc.).
- Les appels de note de bas de page (petits chiffres en exposant, introduits par l'outil «  Source ») sont à placer entre la fin de phrase et le point final[comme ça].
- Les liens internes (vers d'autres articles de Wikipédia) sont à choisir avec parcimonie. Créez des liens vers des articles approfondissant le sujet. Les termes génériques sans rapport avec le sujet sont à éviter, ainsi que les répétitions de liens vers un même terme.
- Les liens externes sont à placer uniquement dans une section « Liens externes », à la fin de l'article. Ces liens sont à choisir avec parcimonie suivant les règles définies. Si un lien sert de source à l'article, son insertion dans le texte est à faire par les notes de bas de page.
- La présentation des références doit suivre les conventions bibliographiques. Il est recommandé d'utiliser les modèles {{Ouvrage}}, {{Chapitre}}, {{Article}}, {{Lien web}} et/ou {{Bibliographie}}. Le mode d'édition visuel peut mettre en forme automatiquement les références.
- Insérer une infobox (cadre d'informations à droite) n'est pas obligatoire pour parachever la mise en page.

Pour une aide détaillée, merci de consulter Aide:Wikification.
Si vous pensez que ces points ont été résolus, vous pouvez retirer ce bandeau et améliorer la mise en forme d'un autre article.
Anoli serpent
Espèce
Statut de conservation UICN

 LC 06 septembre 2019 : Préoccupation mineure
Trachinocephalus myops, l’Anoli serpent, est une espèce de poissons de la famille des Synodontidae.

## Systématique
L'espèce Trachinocephalus myops a été décrite pour la première fois en 1801 sous le protonyme Salmo myops par le naturaliste allemand Johann Reinhold Forster.
Considérée comme monotypique après plusieurs analyses, l'espèce sera distinguée une première fois des autres espèces de son genre à la suite d'une analyse mitochondriale de différents spécimens en 2016, avec une évolution liée à sa répartition sur la surface du globe.

### Synonymie
Selon Fishbase
- Salmo myops Forster, 1801
  - Saurus myops (Forster), 1801
  - Synodus myops (Forster), 1801
- Osmerus lemniscatusLacepède, 1803
- Saurus truncatus Spix & Agassiz, 1829
- Saurus limbatus Eydoux & Souleyet, 1850
- Saurus brevirostris Poey, 1860

## Distribution
Cette espèce, se croise uniquement dans l'océan Atlantique et dans la mer des Caraïbes, plus particulièrement au large des États-Unis, du Mexique, de la Colombie, du Venezuela du Brésil, de la Mauritanie, de la Guinée du Gabon, de l'Île de l'Ascension et de Sainte-Hélène

## Description
Trachinocephalus myops mesure en moyenne 25 cm, bien que certains spécimens puissent atteindre 40 cm.
Cette espèce se trouve principalement sur le plancher océanique au large, à des profondeurs variant généralement de 3 à 90 m, bien que pouvant évoluer jusqu'à 400 m.
Il s'agit d'un poisson allongé, à la mâchoire proéminente dont le ventre est clair, pratiquement blanc, et dont le dos est doré, semblables aux sédiments.

## Étymologie
Son épithète spécifique, myopsdu latin « myops », myope, semble être une référence au fait que ses yeux, placés sur le haut de son crâne et orientés vers le haut ne lui permettent pas de bien voir.

## Comportement

### Prédateurs
Trachinocephalus myops est la proie de poissons plus gros comme le barracuda, la thonine commune ou Mycteroperca microlepis, ainsi que d'oiseaux pêcheurs comme le noddi noir ou le noddi bleu

### Proies
Trachinocephalus myops se nourrit principalement de petits crustacés et de poissons plus petits que lui.

### Parasites
Trachinocephalus myops héberge des endoparasites digènes comme Coitocaecum thapari, Lecithochirium ghanense, Lecithochirium monticellii, Lecithochirium thomasi, Tubulovesicula angusticauda.
Trachinocephalus myops peut également héberger Ceratomyxa trachinocephali ou Serrasentis sagittifer.
Trachinocephalus myops est également l'hôte d'ectoparasites copépodes comme Taeniastrotos tragus.

## Écologie et environnement
Trachinocephalus myops se place généralement sur les sédiments des fonds, où il chasse à l'affût et capture les proies qui passent à proximité.
L'espèce grandit toute sa vie et peut atteindre l'âge maximal de 7 ans dans la nature.

### Utilisation commerciale
Trachinocephalus myops fait partie des espèces pêchées et consommées par l'être humain.

## Publication originale
- Marcus Elieser Bloch, J. F. Hennig, Johann Gottlob Schneider, Systema ichthyologiae iconibus (œuvre littéraire), Johann Friedrich Hennig, Berlin, 1801, [lire en ligne].